# Sonne in der Nacht (Lied)
Sonne in der Nacht ist ein Lied von Peter Maffay, das im August 1985 vorab als erste Single aus dem gleichnamigen Album ausgekoppelt wurde.

## Entstehung und Inhalt
Der Song wurde von Maffay mit Burkhard Brozat geschrieben. Produziert wurde er von Maffay gemeinsam mit Peter Hauke und Peter Wagner.
Musikalisch prägen den Pop-Rock-Song unter anderem der Fretless Bass sowie ein wiederkehrendes Keyboardmotiv im Intro oder auch ein bluesorientiertes E-Gitarrensolo. Inhaltlich handelt der Text von einer Beziehung, die sich von einem zunächst nur kurzen Kontakt zu einer dauerhaften Verbindung entwickelt:

„Nur für den Augenblick

Sollte es sein

Mehr habe ich nicht von dir gewollt

Jetzt liegst du neben mir

Mein Herz in der Hand

Und aus dem Augenblick wird ein Leben lang“

## Veröffentlichung
Die Erstveröffentlichung von Sonne in der Nacht erfolgte als Single im August 1985 bei Teldec. Diese erschien als 7″-Single mit der B-Seite Für immer. Im Folgemonat erschien das Lied als Teil von Peter Maffays gleichnamigem Studioalbum. Darüber hinaus erschien es auch auf zahlreichen Kompilationen, darunter in einer neu eingespielten Version auf Tattoos (2010).

## Musikvideo
Das Musikvideo zeigt Maffay in einer fernöstlichen Umgebung, unter anderem am Strand. Es wurde bei YouTube über 17 Millionen Mal abgerufen (Stand: Oktober 2023).

## Rezeption

### Kritiken
Schlagerplanet.com schrieb retrospektiv, es handle sich um „einen klassischen Hit, der nur so vor Feuer sprüht, das direkt aus all den wundervollen Metaphern hervorstößt, mit denen der Song aufwartet, um uns Bilder vor Augen zu zaubern, die unsere Stimmung in eine ganz bestimmte Richtung lenken und somit eben genau die Wirkung erzielen, die der Künstler Peter Maffay sich wünscht. Und das macht den großen Künstler aus. Er trifft sein Ziel jedes Mal.“ Auch das Video wurde gelobt: „Aus dem Peter-Maffay-Sonne in der Nacht-Video blitzen und funkeln die Achtziger hervor wie in kaum einem anderen Lied: Da sind die allgegenwärtigen Synthesizer, eine offensichtliche Liebe für den fernöstlichen Kulturraum, Klamotten und Frisuren, wie man sie nur in den Achtzigern finden konnte, und eine Farbgebung, die uns in eine fernöstliche Version von Miami Vice versetzen zu wollen scheint.“

### Charts und Chartplatzierungen
Sonne in der Nacht stieg am 30. September 1985 auf Rang 40 der deutschen Singlecharts ein und erreichte seine beste Platzierung drei Wochen später mit Rang 38 am 21. Oktober 1985. Die Single konnte sich, einschließlich der Chartwoche vom 6. Januar 1986, vorübergehend 15 Wochen am Stück in den Charts platzieren. Am 19. Februar 2010, kurz nach der Veröffentlichung einer neuen Fassung auf der Kompilation Tattoos, stieg es nochmals für zwei Wochen in die Charts ein.
| ChartsChartplatzierungen | Höchstplatzierung | Wochen |
| ------------------------ | ----------------- | ------ |
| Deutschland (GfK)        | 38 (17 Wo.)       | 17     |

## Coverversionen (Auswahl)
- 1999: Jules; Auftritt in der ZDF-Hitparade am 20. Februar 1999
- 2021: Karsten Walter (Album: Komm näher)[8]